# 모리츠 지그몬드

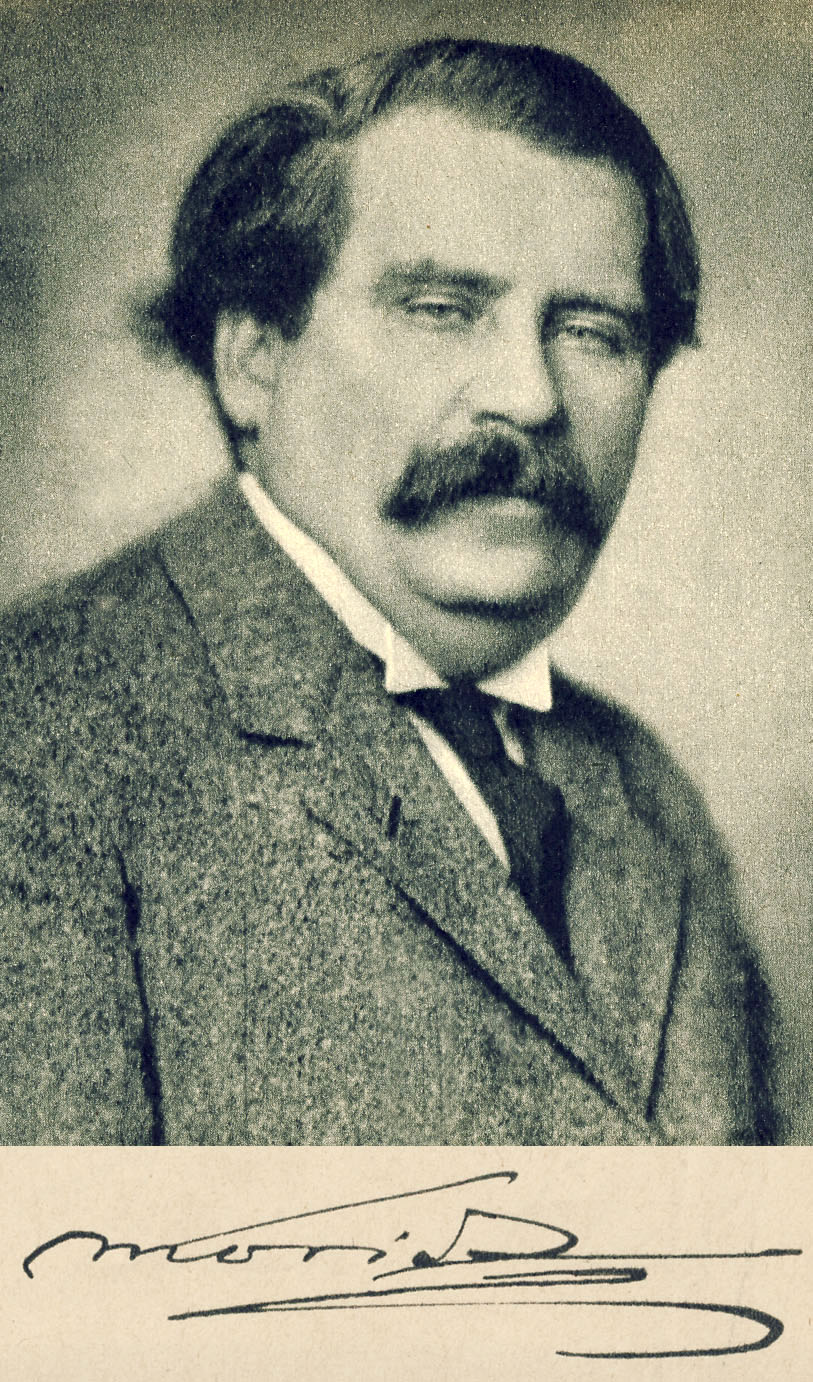

모리츠 지그몬드(헝가리어: Móricz Zsigmond, 1879년 6월 29일 ~ 1942년 9월 4일)는 헝가리의 소설가이다.

## 생애
모리츠는 1879년에 헝가리 동부에 위치한 서트마르(Szatmár) 주(州)의 작은 마을에서 가난한 농부의 아들로 태어났다. 아홉 형제 중 첫째로 태어난 모리츠는 어려서부터 가난에 찌든 생활을 했다. 그가 어린 시절에 겪은 비참했던 삶은 그의 전 생애에 걸쳐 작품의 중요한 소재가 되었다.
모리츠의 작품 활동 시기는 자연주의 기법에 의거해 농민의 삶을 열정적으로 그려냈던 초기(1908∼1919), 자신의 어린 시절과 역사적인 사건, 그리고 19세기 귀족 사회의 모습을 그린 중기(1920∼1930), 다시 농민들의 처절한 삶을 객관적으로 그린 후기(1931∼1942)의 세 시기로 구분할 수 있다.
모리츠는 1908년에 문학잡지 ＜뉴거트(Nyugat)＞에 단편소설 ＜일곱 개의 동전(Hét krajcár)＞을 발표하면서 문단에 들어섰다. 극도로 가난하지만 웃음을 잃지 않고 꿋꿋이 살아가는 한 가정을 그린 이 작품으로 헝가리 문단의 주목을 받기 시작했다. 그리고 2년 후인 1910년에 봉건주의 체제에서 고통받는 소작농의 죽음을 그린 ＜비극(Tragédia)＞을 발표함으로써 그의 이름을 헝가리 문학계에 확실히 각인시켰다. 역시 같은 해에 발표된 ＜순금(Sárarany)＞에서는 허영에 들떠 몰락의 길을 걷게 되는 농부의 삶을 통해 20세기 초 헝가리 사회상을 그대로 보여주고 있다. 중기 작품으로는 모리츠 자신의 자전적 소설이며 어린 시절의 아픔을 그린 소설 ＜끝까지 착하거라(Légy jó mindhalálig＞(1920)와 사흘간의 술잔치에서 사람들 앞에 나서기 좋아하는 한 사람이 파멸되어 가는 과정을 그린 ＜신사의 여흥(Úri muri)＞(1927), 헝가리 상류사회의 인맥을 통한 부정부패와 배신을 그린 ＜친척들(Rokonok)＞(1930)이 있으며 ＜끝까지 착하거라＞의 후편 격인 ＜포도주가 끓는다(Forr a bor)＞(1931) 등이 있다. 후기 작품으로는 1932년에 발표된 단편집 ≪야만인들(Barbárok)≫이 대표적인데, 이 책에 소개된 ＜돼지치기의 가장 더러운 셔츠＞와 ＜야만인들＞ 등이 수록되어 있다. 이 중 ＜야만인들＞은 모리츠의 대표작 중 하나로 인간의 잔혹성과 야만성을 사실적으로 묘사한 작품이다. 1941년에 발표한 소설 ＜고아(Árvácska)＞ 역시 이 시기의 대표작으로, 버림받은 소녀의 비인간적이고 처절한 삶을 그린 작품이다. 이 외에도 ＜행복한 사람(Boldog ember)＞(1935), ＜내 삶의 소설(Életem regénye)＞(1935) 등이 이 시기에 발표되었다.
모리츠는 63세가 되던 1942년에 뇌출혈로 부다페스트에서 생을 마감했다. 그는 헝가리 최고의 문학잡지 ＜뉴거트＞의 제1세대 작가들 가운에서도 특히 뛰어난 작가로 평가받으며, 그의 많은 작품이 현재 헝가리에서 필독서로 읽히고 있다.

## 우리말 번역
- 정방규 옮김, 《내 이름은 미시》(원제: Légy jó mindhalálig), 프시케의 숲, 2019년 6월 10일